# Chevrolet Lacetti
Chevrolet Lacetti var en lille mellemklassebil fra den sydkoreanske bilfabrikant GM Daewoo.
Modellen er en omdøbt Daewoo Lacetti med ny kølergrill og nye logoer, som blev introduceret i forbindelse med at General Motors i 2005 besluttede at sælge alle Daewoo-biler i Europa under navnet Chevrolet. Sedanen og stationcaren, som var baseret på Lacetti, hed i Europa Chevrolet Nubira.
Lacetti udgik af produktion i slutningen af 2010, og blev afløst af Cruze.

## Navne
På de forskellige verdensmarkeder bruges forskellige typebetegnelser for Lacetti:
| Land(e)                   | Navn              |
| Europa                    | Chevrolet Lacetti |
| Kina                      | Buick Excelle HRV |
| Canada/Afrika/Sydøstasien | Chevrolet Optra5  |
| Indien                    | Chevrolet SRV     |
| Sydkorea                  | Daewoo Lacetti-5  |
| Australien/New Zealand    | Holden Viva Hatch |
| USA                       | Suzuki Reno       |

## Udvikling og produktionsstart
Bilen blev designet af Italdesign (Giorgetto Giugiaro). Ikke kun formen, men også talrige tekniske komponenter, som f.eks. det standardmonterede ABS-system fra Bosch stammede fra Europa; derudover var undervognen afstemt i Storbritannien.
Bilen blev præsenteret som Daewoo på Frankfurt Motor Show den 13. september 2003 i Frankfurt am Main og kom på markedet den 24. april 2004. Til en begyndelse fandtes bilen med tre firecylindrede benzinmotorer fra 95 til 121 hk og i tre forskellige udstyrsvarianter.

## Motorer
Benzin
- 1,4 liter, 1399 cm³, 70 kW (95 hk)
- 1,6 liter, 1598 cm³, 80 kW (109 hk)
- 1,8 liter, 1799 cm³, 89 kW (121 hk)

Diesel
- 2,0 liter, 1991 cm³, 89 kW (121 hk)

## Særlige kendetegn
Chevrolet tilbød som en af de få fabrikanter Lacetti fra fabrikken med autogasanlæg. Gastanken var monteret i stedet for reservehjulet i reservehjulsbrønden og havde et rumfang på 53 liter LPG. Derved blev bilens rækkevidde ca. 450 km.